# Альошини Ниви
Альошини Ниви (рос. Алешины Нивы) — селище Бокситогорського району Ленінградської області Росії. Входить до складу Єфімовського міського поселення.
Населення — 4 особи (2003 рік).

## Населення
| 2007 | 2010 | 2017 |
| ---- | ---- | ---- |
| 4    | ↘0   | ↗1   |